# Invasion of Astro-Monster

De Japanse filmposter met de drie monsters op Planeet X, omsingeld door UFO's.

Invasion of Astro-Monster (Japanse titel: Kaijū Daisensō/怪獣大戦争, "Gigantische monsterstrijd") is een Japanse kaijufilm. De film is een vervolg op Ghidorah, the Three-Headed Monster, en de zesde van de Godzillafilms.

## Verhaal
Het is het jaar 196X. Een ruimteschip bemand door de Japanner Fuji en de Amerikaan Glenn is op weg naar Jupiter om de nieuw ontdekte “Planeet X” te onderzoeken. Deze planeet bevindt zich vlak achter Jupiter. Al snel na hun landing ontmoeten de astronauten een humanoïde ras dat de planeet bewoont. Deze inwoners, Xilians genaamd, vragen de astronauten om een gunst. Hun planeet wordt al een tijdje geteisterd door Monster Zero (King Ghidorah). Ze willen graag de twee aardse monsters Zero-One (Godzilla) en Zero-Two (Rodan) lenen om Monster Zero te verslaan. In ruil daarvoor zullen de Xillians de aardlingen een medicijn tegen elke ziekte geven.
De astronauten gaan akkoord en vertrekken naar de aarde om het verzoek in te willigen. Een groep wetenschappers spoort meteen Godzilla en Rodan op. Tijdens de zoektocht komt een van de Xillians onverwacht op aarde. Zogenaamd om mee te helpen zoeken. Glenn vertrouwt het echter niet. Uiteindelijk worden de monsters gevonden, en gevangen door een ruimteschip van Planeet X.
Glenn, Fuji en Dr. Sakurai worden uitgenodigd mee te gaan naar Planeet X om zelf te zien hoe Monster Zero wordt verslagen. Op Planeet X barst meteen een strijd los tussen de drie monsters, en spoedig wordt Ghidorah verslagen. Hierop krijgen de astronauten van de Xillians een doos die de informatie over het beloofde medicijn zou bevatten.
Terug op aarde vinden de astronauten in de doos een bandrecorder. Deze blijkt echter niet een formule te bevatten, maar een bericht van de Xilians. Het blijkt dat de Xilians King Ghidorahs aanval op hun planeet hadden gepland om zo toegang te krijgen tot Godzilla en Rodan. Alle drie de monsters staan nu onder controle van de Xilians middels magnetische golfen, en zullen spoedig op de aarde worden losgelaten als men zich niet over geeft. Om hun dreigement kracht bij te zetten laten ze de monsters alvast een paar steden verwoesten.
Redding komt onverwacht wanneer Tetsuo, de broer van Fuji’s vriendin, ontdekt dat het geluid van het door hem ontworpen alarmsysteem de Xilians kan verlammen en zo makkelijk kan uitschakelen. Hij laat het geluid wereldwijd uitzenden over alle radio- en televisiestations. De Xilians geven zich over en laten de drie monsters gaan, waarna Godzilla en Rodan King Ghidorah van de aarde verdrijven.
Glenn en Fuji worden uitgekozen om opnieuw naar Planeet X te gaan om te proberen alsnog vrede te sluiten met de Xilians.

## Rolverdeling
| Acteur          | Personage                   |
| --------------- | --------------------------- |
| Nick Adams      | Astronaut Glenn             |
| Akira Takarada  | Astronaut K. Fuji           |
| Jun Tazaki      | Dr. Sakurai                 |
| Akira Kubo      | Tetsuo Teri                 |
| Kumi Mizuno     | Miss Namikawa               |
| Keiko Sawai     | Haruno Fuji                 |
| Yoshio Tsuchiya | Controller of Planet X      |
| Takamaru Sasaki | Chairman of Earth Committee |
| Gen Shimizu     | Minister of Defense         |
| Kenzo Tabu      | Commander from Planet X     |

## Achtergrond

### Amerikaanse versie
De film werd in Noord-Amerika uitgebracht door UPA in 1970 onder de titel Monster Zero. Enkele veranderingen in de Amerikaanse versie zijn:
- De dialoog is nagesynchroniseerd in het Engels.
- De openingsmuziek werd veranderd.
- Veel scènes waarin Godzilla huizen platstampt werden verwijderd.
- Scènes waarin de Xilians in hun eigen taal spreken werden verwijderd.

De Amerikaanse versie is in totaal 3 minuten korter dan de Japanse.

### Bezoekersaantal
In Japan werden voor de film ongeveer 3.780.000 kaartjes verkocht.

### Alternatieve titels
- Battle of the Astros
- Godzilla vs. Monster Zero
- Invasion of the Astro Monsters
- Invasion from Planet X
- Monster Zero

## Trivia
- Dit was de laatste film waaraan het team van regisseur Ishirō Honda, schrijver Shinichi Sekizawa, en special effects-regisseur Eiji Tsuburaya meewerkten.